# アニス・バドリ
アニス・バドリ（アラビア語: أنيس البدري, ラテン文字転写: Anice Adri, 1990年9月18日-）は、フランス・リヨン出身のチュニジア代表サッカー選手。エスペランス・チュニス所属。ポジションはFW（ウィング）。

## 経歴

### クラブ
地元クラブであるオリンピック・リヨンの下部組織出身で、2003年から3年間所属した。2006年に椎間板ヘルニアのため1年間プレーを離れるが、2008年にASサン＝プリエストのユースでプレーを再開。MDAシャスレを経て、2010年にリールと契約しBチームで出場を重ねた。
2013年1月31日、プロキシマス・リーグのREムスクロンに期限付き移籍。アブドゥライ・ディアビらと前線で組み2013-14シーズンのジュピラー・プロ・リーグ昇格に貢献すると、2014年7月から完全移籍となった。3年半の在籍で公式戦合計100試合に出場し、23ゴールを記録した。
2016年8月2日、エスペランス・チュニスへ4年契約で移籍することが発表された。自身のルーツであるチュニジアで初のプレーとなり、同クラブでは8つの国内外タイトルを獲得。2018年のCAFチャンピオンズリーグ決勝・アル・アハリ戦では、チーム3点目を挙げ優勝に貢献する。また、同大会では8ゴールを記録し得点王となった。
2020年1月15日、サウジアラビアのアル・イテハドへ移籍
。リーグ13位に沈むクラブと2年半の契約を締結した。同年10月にクラブとの契約を解除した。
2021年1月18日、エスペランス・チュニスに1年半の契約で復帰することが発表された。

### 代表
アフリカネイションズカップ2017予選に向けたチュニジア代表メンバーとして、ヘンリク・カスペルチャク監督により初招集される。2016年3月25日のグループA・トーゴ戦で、79分にユセフ・ムサクニに代わってピッチに立ち代表デビューとなった。
2018 FIFAワールドカップ本大会のメンバーに選出された。

## 代表歴

### 出場大会
- チュニジア代表
  - 2018 FIFAワールドカップ

### 試合数
- 国際Aマッチ 27試合 8得点（2016年-2019年）[10]

| チュニジア代表 | 国際Aマッチ | 国際Aマッチ |
| 年             | 出場        | 得点        |
| -------------- | ----------- | ----------- |
| 2016           | 1           | 0           |
| 2017           | 4           | 1           |
| 2018           | 9           | 2           |
| 2019           | 13          | 5           |
| 通算           | 27          | 8           |

## タイトル
クラブ
エスペランス・チュニス
- チュニジア・リーグ : 2017, 2018, 2019
- チュニジア・カップ（英語版）: 2016
- チュニジア・スーパーカップ（英語版）: 2019
- CAFチャンピオンズリーグ : 2018, 2019
- アラブ・クラブ・チャンピオンズカップ : 2019

個人
- CAFチャンピオンズリーグ得点王 : 2018（8得点）